# Maurice Devriès
Maurice Devriès (Nova York, 1854 - Chicago, 12 de juny, 1914) fou un baríton estatunidenc d'origen holandès. La seva mare Rosa de Vries-van Os (1828-1889) i les seves germanes Jeanne (1850-1924) i Fidès (1852-1941) foren unes famoses sopranos, així com el seu germà Hermann (1858-1949) fou un bon baríton.
Va fer el seu debut a Lieja en 1874 com a Comte de Nevers a Les Huguenots. En haver participat a Théâtre de la Monnaie de Brussel·les, on va crear el paper de Gunther en Sigurd el 1884. La seva carrera es va estendre també a Itàlia i els EUA, on va aparèixer per la Metropolitan Opera a partir 1895-1898 tant a Nova York i en diverses gires; el seu repertori inclou Roméo et Juliette, Carmen, Faust, l'estrena Estats Units de La Navarraise de Massenet, Pagliacci, Fidelio, La Traviata, Els pescadors de perles, Cavalleria Rusticana, Manon, Els mestres cantaires de Nuremberg i Lohengrin.
Continuant la nissaga de cantants; Maurice va tenir un fill David (1881-1936) que fou un tenor lleuger molt reconegut a la capital de França.